# Kirche Barchfeld

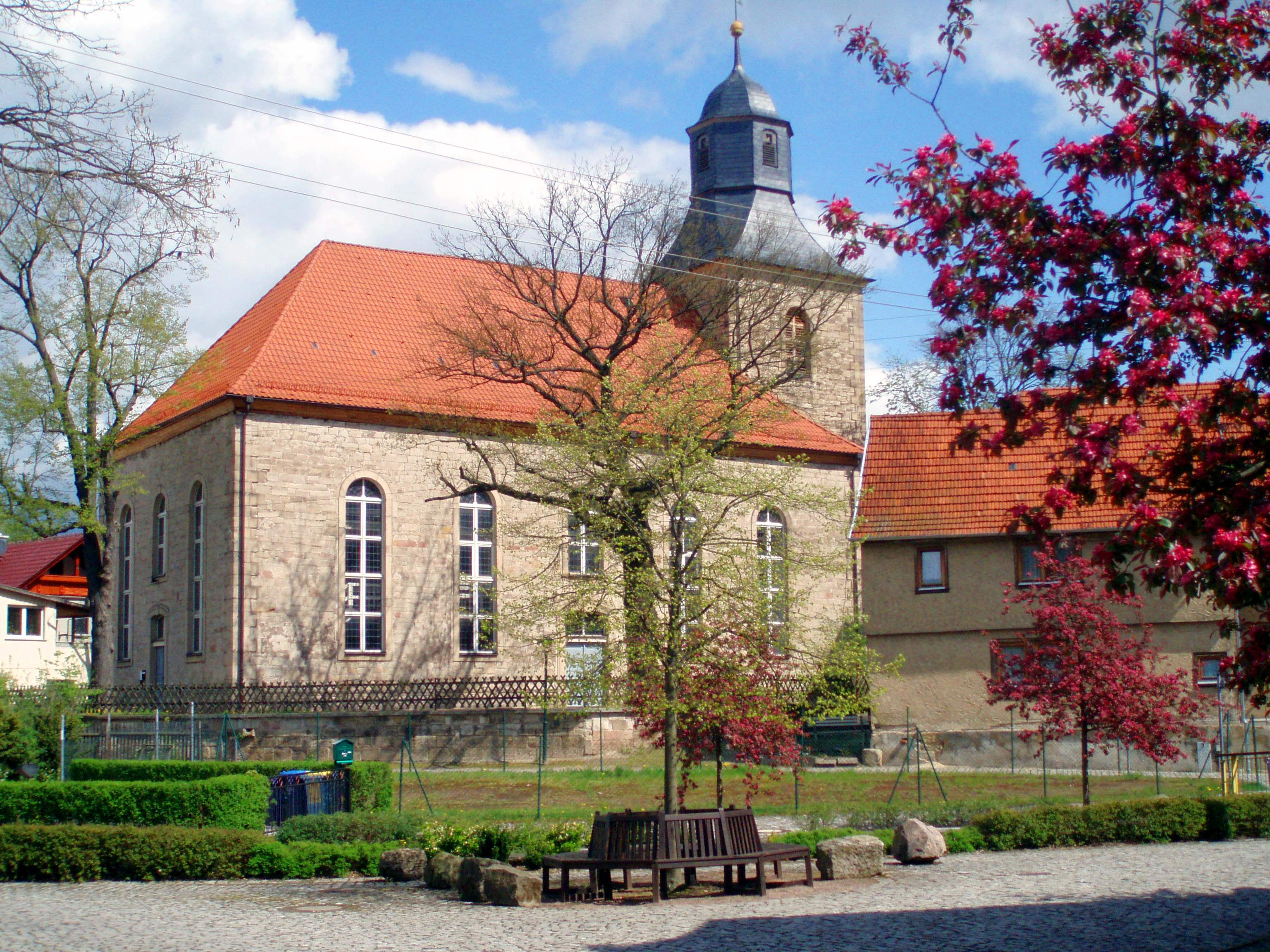
Kirche Barchfeld

Die evangelisch-lutherische Kirche Barchfeld steht in der Nürnberger Straße 58 von Barchfeld, dem größeren Ortsteil der Gemeinde Barchfeld-Immelborn im Wartburgkreis in Thüringen.

## Organisation der Kirchengemeinde
Das Pfarramt Barchfeld versorgt die evangelischen Kirchengemeinden in Barchfeld und Herrenbreitungen, die jeweils eine eigene Kirche haben. Diese Kirchengemeinden sind Teil der Region Werratal/Brotterode im Raum Am Großen Inselsberg. Aufgrund der Zugehörigkeit Barchfelds zur Herrschaft Schmalkalden, die ab 1583 Teil der Landgrafschaft Hessen-Kassel war, gehören sie zum Kirchenkreis Schmalkalden der Evangelischen Kirche von Kurhessen-Waldeck. Die Kirchengemeinde im Ortsteil Immelborn gehört zum Kirchenkreis Bad Salzungen-Dermbach der Evangelischen Kirche in Mitteldeutschland.

## Geschichte
Eine erste Vorgängerkapelle ist in Breitungen/Werra für das 8. Jahrhundert belegt. Sie wurde 939 zur Pfarrkirche der Mark Breitungen erhoben, die Kirche in Barchfeld war wohl ihre Filialkirche. Ein Großbrand zerstörte am 12. September 1749 die Kirche in Barchfeld vollständig. Mit dem Wiederaufbau wurde umgehend begonnen, bereits drei Jahre später stand an der Stelle des abgebrannten Gotteshauses eine neue Kirche. An den Portalen der Kirche ist die Jahreszahl 1752 angegeben.

## Baubeschreibung
Die mit einem abgewalmten Satteldach bedeckte Saalkirche ist in Bruchsteinmauerwerk mit Ecksteinen ausgeführt, ebenso der eingezogene Glockenturm im Osten. Auf dem Turm sitzt ein leicht geschwungenes, verschiefertes Pyramidendach. Es ist mit einer Laterne gekrönt, in der sich der Glockenstuhl befindet. Die zu Glocken und Läutwerk gehörende Turmuhr wurde im Jahr 1786 gefertigt.
Das Kirchenschiff ist mit einer Flachdecke versehen, die dekorativ mit Vouten verziert sind. Den Innenraum umlaufen zweigeschossig aus Holz gezimmerte Emporen. Die mit einer Decke aus Stuck versehene, auf der unteren Westempore sich befindende Patronatsloge für die Familie der von Hessen-Philippsthal-Barchfeld, zeigt das hessische Wappen mit der Jahreszahl 1754.

## Ausstattung
Über dem reich verzierten Kanzelaltar steht der Orgelprospekt aus der Mitte des 18. Jahrhunderts. In ihm wurde 1910 eine neue Orgel eingebaut.